# کریپتو-آنارشیسم
 کریپتو-آنارشیسم، کریپتو-آنارشی یا رمزنگاری-سرورستیزی (به انگلیسی: Crypto-anarchism  or  crypto-anarchy) تحققی از آنارشیسم در فضای مجازی است. کریپتو-آنارشیست‌ها برای فرار از پیگرد و آزار هنگام ارسال و دریافت اطلاعات از شبکه‌های کامپیوتری در تلاش برای حفاظت از حریم شخصی و آزادی سیاسی خود از نرم‌افزار رمزنگاری بهره می‌برند.
ورنور وینجی کریپتو-آنارشی به طور خاصتر آنارکو-کاپیتالیستی است و از رمزنگاری برای قادر ساختن افراد به ایجاد ترتیبات اقتصادی  مبتنی بر رضایت طرفین و رفتن به ورای مرزهای ملی استفاده می‌کنند.